# Bruinkapmotmot
De bruinkapmotmot (Momotus mexicanus) is een vogel uit de familie motmots (Momotidae).

## Verspreiding en leefgebied
Deze soort komt voor van noordwestelijk Mexico tot zuidwestelijk Guatemala en telt vier ondersoorten:
- M. m. vanrossemi: noordwestelijk Mexico.
- M. m. mexicanus: het noordelijke deel van Centraal-en centraal Mexico.
- M. m. saturatus: zuidwestelijk Mexico.
- M. m. castaneiceps: centraal Guatemala.

## Status
De grootte van de populatie is in 2019 geschat op 50-500 duizend volwassen vogels. Op de Rode lijst van de IUCN heeft deze soort de status niet bedreigd.